# Pieter Cloo
Pieter Cloo (1958) is een voormalig Nederlands topambtenaar.

## Biografie
Pieter Cloo is een zoon van Friese ouders, groeide op in Voorburg (Zuid-Holland) en studeerde van 1977 tot 1983 rechten aan de Erasmus Universiteit Rotterdam en van 1980 tot 1984 bedrijfskunde bij de Technische Universiteit Delft. Hij werd vervolgens ambtenaar bij het Ministerie van Volkshuisvesting, Ruimtelijke Ordening en Milieubeheer (1983-1989) waar hij opklom tot directeur intern beleid bij de Rijksgebouwendienst. Vervolgens was hij enkele jaren interim-manager bij diverse bedrijven en bestuurder van de Strengholt Group.
In 1998 keerde Cloo terug bij de Rijksoverheid, als algemeen directeur van de Rijksdienst voor de keuring van Vee en Vlees, kort nadat deze de varkenspest en Gekkekoeienziekte het hoofd had geboden. Hij had als taak de dienst te hervormen, en stond bekend om zijn directe stijl. Samen met landbouw-topambtenaar Tjibbe Joustra moesten ze nu de Mond-en-klauwzeerepidemie zien te onderdrukken.

### UWV[4]
In 2002 werd Cloo vicevoorzitter van het Uitvoeringsinstituut Werknemersverzekeringen (UWV), met Joustra als voorzitter. Ook hier volgde een reorganisatie, maar niet zonder kritiek. De hoge kosten (€3,6 miljoen) voor de herinrichting van het hoofdkantoor van het UWV waren aanleiding voor een onderzoek. Minister Aart Jan de Geus concludeerde op basis hiervan dat Joustra en Cloo verantwoordelijk waren voor het verstrekken van onjuiste informatie, er was namelijk gerapporteerd dat de kosten op €2,4 miljoen lagen. Dit leidde in 2004 tot het vertrek van Joustra - Cloo zou ondanks de roep om zijn vertrek uit de Tweede Kamer pas in 2005 vertrekken, voor een baan als partner bij Boer & Croon. Daar zou hij diverse interm-management posities bekleden, in diverse instellingen waaronder de Nationale Politie en de gemeente Amsterdam.

### Ministerie van Veiligheid en Justitie
Eind 2012 keerde Cloo terug naar de Rijksoverheid, nu als secretaris-generaal van het Ministerie van Veiligheid en Justitie als opvolger van Joris Demmink. Dit ministerie moest een grootscheepse reorganisatie doorlopen, en daarnaast stond een reorganisatie van de politie op stapel. De aanstelling door Minister Ivo Opstelten zou tegen het advies van zijn belangrijkste topambtenaren zijn gebeurd, die twijfelden aan zijn capaciteiten en juiste instelling. In maart 2015 stapte Cloo op secretaris-generaal, als gevolg van de Bonnetjesaffaire rond Fred Teeven, al waren er volgens Minister Stef Blok andere redenen aan de orde. Officieel was de reden dat hiermee de nieuwe minister en staatssecretaris een nieuwe start konden maken. Cloo zou betrokken zijn geweest bij integriteitskwesties, verkeerde instructies hebben gegeven en weinig vertrouwen hebben genoten. In het onderzoek dat op de bonnetjesaffaire, waarbij een backup van een bonnetje dat cruciaal was in het onderzoek naar de Teevendeal volgens de justitietop niet zou bestaan, maar later toch boven water kwam, stelde de leider van het onderzoek dat Cloo moest hebben geweten van het bonnetje, al ontkende hij dat.
Na zijn ontslag als secretaris-generaal was Cloo nog anderhalf jaar adviseur bij de Algemene Bestuursdienst, waarna hij weer commercieel bestuurs- en advieswerk is gaan verrichten. Zo was hij directeur van Floriade B.V. in Almere.

## Voetnoten en referenties
1. 1 2 3 4  Kees Versteegh, Pieter Cloo heeft geen vrienden nodig. nrc.nl. Geraadpleegd op 9 juli 2017.
2. 1 2 3  Ministerie van Veiligheid en Justitie, Benoeming secretaris-generaal bij het ministerie van Veiligheid en Justitie. www.rijksoverheid.nl (5 oktober 2012). Geraadpleegd op 9 juli 2017.
3. 1 2 3 4  Pieter Cloo, Profiel Pieter Cloo. LinkedIn. Geraadpleegd op 9 juli 2017.
4. ↑  'Top UWV weg na leugens over hoofdkantoor'. De Volkskrant. Geraadpleegd op 9 juli 2017.
5. 1 2  Boer & Croon partner secretaris generaal Ministerie VenJ. www.consultancy.nl. Geraadpleegd op 9 juli 2017.
6. ↑  Het megaministerie voor Veiligheid en Justitie is mislukt - Opinie - Voor nieuws, achtergronden en columns. De Volkskrant. Geraadpleegd op 9 juli 2017.
7. 1 2 3  Justitietopman Cloo wankelde al voor ‘bonnetjesaffaire’. nrc.nl. Geraadpleegd op 9 juli 2017.
8. 1 2  'Vertrek Pieter Cloo is hoogst ongebruikelijk'. Geraadpleegd op 9 juli 2017.
9. ↑  Hoogste ambtenaar ministerie Veiligheid en Justitie stapt op. nrc.nl. Geraadpleegd op 9 juli 2017.
10. ↑  Remco Meijer, 'Opmerkelijk is dat hij de enige is met geheugengebrek' - Politiek - Voor nieuws, achtergronden en columns. De Volkskrant. Geraadpleegd op 9 juli 2017.
11. ↑  Oud-topambtenaar Justitie Cloo: Rapport Oosting 'akelige aanval'. RTL Nieuws. Geraadpleegd op 9 juli 2017.